# Marathon van Wenen 2006
De marathon van Wenen 2006 vond plaats op zondag 7 mei 2006 in Wenen.
Bij de mannen won de Marokkaan Lahoussine Mrikik in 2:08.20 en bij de vrouwen won de Japanse Morimoto Tomo in 2:24.33.

## Uitslagen

### Mannen
| rang   | naam                 | land | tijd    |
| ------ | -------------------- | ---- | ------- |
| Goud   | Lahoussine Mrikik    | MAR  | 2:08.20 |
| Zilver | Peter Chebet Kiprono | KEN  | 2:08.56 |
| Brons  | Dmytrov Baranovsky   | UKR  | 2:10.56 |
| 4      | Stanley Leleito      | KEN  | 2:12.49 |
| 5      | Oleg Bolokhovets     | RUS  | 2:12.53 |
| 6      | Elijah Yator         | KEN  | 2:14.01 |
| 7      | Richard Mutai        | KEN  | 2:14.17 |
| 8      | Joseph Talam         | KEN  | 2:14.30 |
| 9      | William Todoo        | KEN  | 2:14.44 |
| 10     | Roman Weger          | AUT  | 2:16.23 |
| 11     | Fred Getange         | KEN  | 2:16.40 |
| 12     | Maru-Dabu Bulessa    | ETH  | 2:17.10 |
| 13     | Mohamed Ouaadi       | FRA  | 2:22.32 |
| 14     | Christoph Seiler     | SUI  | 2:27.34 |
| 15     | Gontzal Sanz         | ESP  | 2:28.05 |

### Vrouwen
| rang   | naam                   | land | tijd    |
| ------ | ---------------------- | ---- | ------- |
| Goud   | Morimoto Tomo          | JPN  | 2:24.33 |
| Zilver | Chieko Yamasaki        | JPN  | 2:29.09 |
| Brons  | Mary Ptikany           | KEN  | 2:31.29 |
| 4      | Susanne Pumper         | AUT  | 2:32.21 |
| 5      | Rosita Gelpi-Rota      | ITA  | 2:37.48 |
| 6      | Tiziana Alagia         | ITA  | 2:41.19 |
| 7      | Magdalini Gazea        | GRE  | 2:42.14 |
| 8      | Olga Glok              | RUS  | 2:44.52 |
| 9      | Eva Trost              | GER  | 2:44.58 |
| 10     | Ingrid Eichberger      | AUT  | 2:47.26 |
| 11     | Ursula Bredlinger      | AUT  | 2:50.58 |
| 12     | Beatrice Egger         | SUI  | 2:52.59 |
| 13     | Monika Dambauer        | AUT  | 2:53.12 |
| 14     | Maria-Elisabeth Penker | AUT  | 2:56.40 |
| 15     | Anette Wölpert         | GER  | 2:56.38 |